# Aglaia cumingiana
Aglaia cumingiana là một loài thực vật thuộc họ Meliaceae. Loài này có ở Brunei, Malaysia, và Philippines.